# Laufzeittoleranzrechnung
Die Laufzeittoleranzrechnung befasst sich mit der Berechnung von Signallaufzeiten in Netzwerken mit Bauteilen (Gattern), deren Laufzeiten innerhalb eines bestimmten Toleranzbereiches liegen können. Von Interesse sind dabei die minimal und maximal möglichen Gesamtlaufzeiten durch das Netzwerk. Das Netzwerk muss so abgestimmt werden, dass beide Fälle zum gleichen Ergebnis führen. Anschaulich beschrieben bremsen langsame Bauteile das gesamte Netzwerk, weil schnellere Bauteile ggf. warten müssen.
Die Methoden der Laufzeittoleranzrechnung werden in verschiedenen Gebieten der Elektro- und Digitaltechnik angewendet.

## Reihenschaltung zweier Gatter
Bei der Reihenschaltung zweier Gatter muss das Signal zuerst das erste Bauelement und anschließend das zweite Bauelement durchlaufen. Hierbei addieren sich die Signallaufzeiten der einzelnen Gatter.
Minimale Laufzeit durch beide Gatter:
tmin = t1,min + t2,min
Maximale Laufzeit durch beide Gatter:
tmax = t1,max + t2,max
(Mit tx,min/max: Minimale/maximale Laufzeit von Gatter x)

## Parallelschaltung zweier Gatter
Angenommen, der Eingang beider Gatter liegt an derselben Leitung. Doch wegen der Laufzeitunterschiede der Gatter kommen die Signale zeitverzögert an den Ausgängen an. Mit folgenden Formeln berechnet man den minimalen/maximalen Zeitunterschied zwischen den beiden Ausgangssignalen:
tdiff1 = t1,max - t2,min
tdiff2 = t1,min - t2,max
(Mit tx,min/max: Minimale/maximale Laufzeit von Gatter x)